# Reda (carruatge)

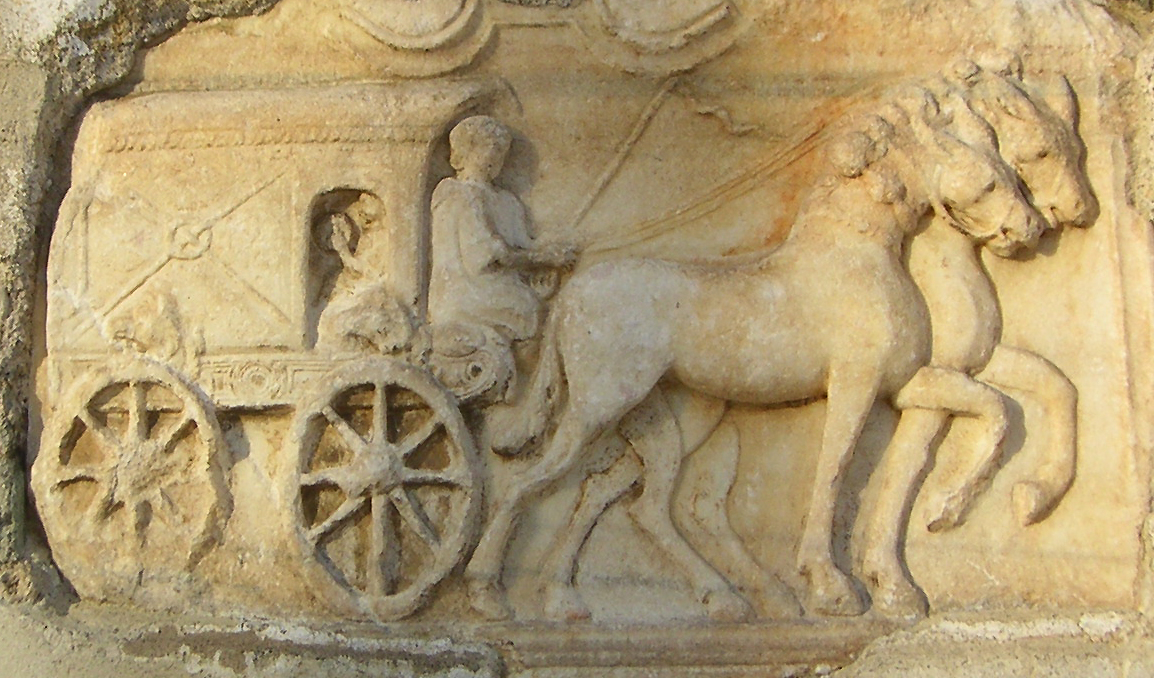
Carro romà de quatre rodes

Reda (Reda o Redha) era un carruatge romà de viatge.
Era d'origen gal i fou el carruatge normalment utilitzat pels romans en els seus viatges a través de les vies romanes; era prou gran per portar diverses persones i un notable equipatge. Tenia quatre rodes i era portat generalment per dos cavalls. Un conductor es posava al davant i la resta anava al darrere, protegits del sol o la pluja per una vela.
Es tractava d'un carruatge molt semblant al carpèntum. El poeta Juvenal criticava el soroll que feia el seu pas pels carrers.